# Brujeria

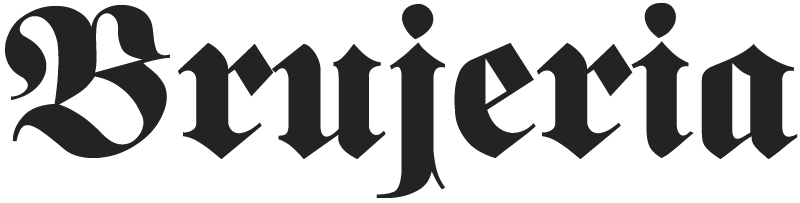
Logotyp zespołu

Brujeria – meksykański zespół wykonujący muzykę z pogranicza death metalu i grindcore’u. Grupa powstała w 1989 roku w Tijuanie (stan Kalifornia Dolna).

## Muzycy
| Obecny skład zespołu - John „Juan Brujo” Lepe – wokal prowadzący (od 1989) - El Sangron – wokal prowadzący (od 2016) - Pinche Peach – wokal wspierający, sample (od 1989) - Pat „Fantasma” Hoed – wokal wspierający, gitara basowa (od 1989) - Shane „Hongo” Embury – gitara (od 1989) - Jeffrey „El Cynico” Walker – gitara basowa, wokal wspierający (od 2006) - Nicholas „Hongo Jr.” Barker – perkusja (2002–2005, od 2016) - Gaby „Pititis” Dominguez – wokal wspierający, gitara (od 2000) - Anton Reisenegger – gitara (od 2016) Muzycy koncertowi - Christian „Aa Kuernito” Paccou – gitara (od 2016) - Patrik „El Embrujado” Jensen – gitara (1997) - Nicholas „Hongo Jr.” Barker – perkusja (2012–2014) - El Sangron – gitara basowa (2014) |  | Byli członkowie zespołu - Antonio „Marijuana Machete” Hernandez – wokal, sample - Emilio „El Sadistico” Marquez – perkusja - Dino „Asesino” Cazares – gitara (1989–2005) - Jesse „Cristo de Pisto” Pintado (zmarły) – gitara (2000) - Billy „Güero Sin Fe” Gould – gitara, gitara basowa (1989–2002) - Raymond „Greñudo” Herrera – perkusja (1993–2002) - Tony „El Angelito” Laureano – perkusja (2006) - Adrian „El Podrido” Erlandsson – perkusja (2006–2014) |

## Dyskografia
| Albumy studyjne - Matando Güeros (1993) - Raza Odiada (1995) - Brujerizmo (2000) - Pocho Aztlan (2016) Esto Es Brujeria (2023) Kompilacje - Mextremist! Greatest Hits (2001) - The Mexecutioner!: The Best of Brujeria (2003) - The Singles (2006) |  | Single - Demoniaco (1990) - Machetazos (1991) - El Patron (1994) Viva Presidente Trump! (2016) Amaricon Czar (2019) Covid-666 (2020) Don Quijote Marihuana (2023) Mochado (2023) Bruja Encabronada (2023) Minialbumy - Marijuana (1998) |